# Église du Saint-Rosaire de Bangkok
Pour les articles homonymes, voir Église Notre-Dame-du-Rosaire.
L'église du Saint-Rosaire (en thaï : วัดแม่พระลูกประคำ), également connue sous le nom de église du Calvaire, (en thai : โบสถ์กาลหว่าร์,  Kalawar Church), est un édifice chrétien catholique situé dans le district de Samphanthawong, sur la rive est de la rivière Chao Phraya à Bangkok en Thaïlande. L'histoire de l'église remonte à 1769, lorsqu'un groupe de catholiques portugais se réinstalle dans la région après la chute d'Ayutthaya. Le bâtiment actuel de l'église, de style néogothique, est construit entre 1891 et 1897. 

## Histoire
Après la chute d'Ayutthaya en 1767, le roi Taksin établit Thonburi comme sa capitale. Les communautés missionnaires portugaises d'Ayutthaya se réinstallent dans deux zones de l'actuelle Bangkok. Certains suivent la direction du père français Jacques Corre et s'établissent sur la rive ouest de la rivière Chao Phraya dans la zone maintenant connue sous le nom de Kudi Chin. Ils construisent l'église Santa Cruz. Une autre faction, qui avait refusé d'accepter l'autorité de la Mission française, s'établit sur la rive orientale dans une zone maintenant connue sous le nom de Talat Noi dans le district de Samphanthawong. Ils apportent avec eux deux images saintes : l'une de Notre-Dame du Rosaire et l'autre du Cadavre du Christ. Mais sans prêtres résidents, ils doivent aller à Santa Cruz pour célébrer la messe. 
La première église est construite en 1787. C'est alors une structure en bois sur pilotis. Les fidèles acceptent progressivement les prêtres français. En 1822, l'église établit enfin la communion avec le Saint-Siège, placée sous l'autorité de Mgr Esprit-Marie-Joseph Florens, vicaire apostolique du Siam. La communauté portugaise se disperse petit à petit, et les immigrants chinois deviennent les principaux fidèles de l'église. 
En 1838, une nouvelle église en bois sur une base en pierre est construite pour remplacer l'ancienne structure endommagée. Elle a été consacrée le 1er octobre 1839 et officiellement dédiée à Notre-Dame du Rosaire. En 1864, un incendie détruit les bâtiments qui entourent l'église. 
En 1890, la structure était tombée en ruine. Le père Desalles organise la construction d'un nouveau bâtiment. La construction a lieu de 1891 à 1897. La nouvelle église est consacrée en octobre 1897. 

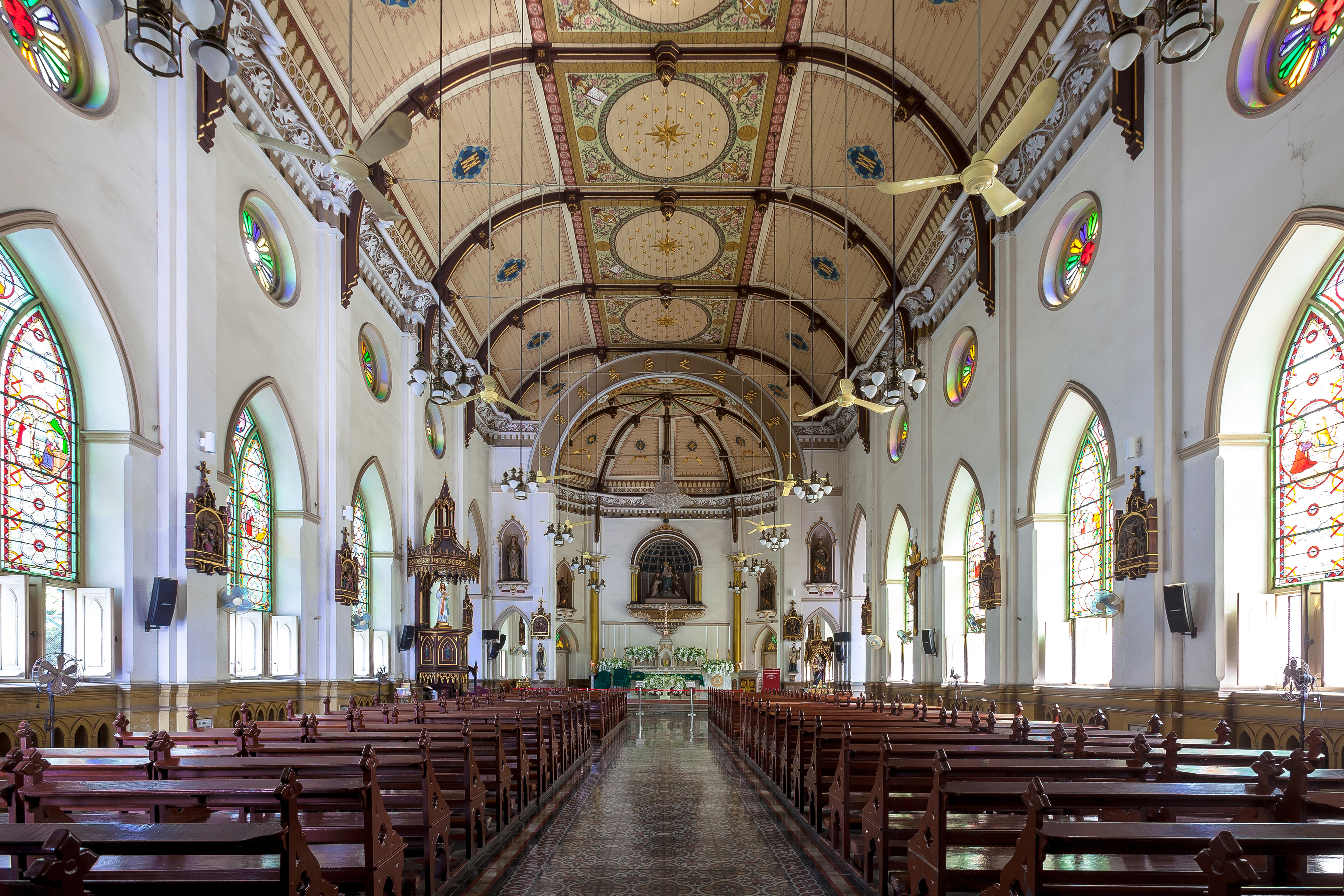
La nef.

L'église actuelle est de style néogothique. Elle suit un plan cruciforme, la façade principale faisant face à la rivière. Le clocher, avec sa flèche à sommet croisé, est construit au centre de la façade, derrière un pignon gothique. L'église utilise des portes et des fenêtres à arc gothique. Ses vitraux sont parmi les plus beaux de Thaïlande. 
L'église est un monument ancien non enregistré. Il reçoit le prix de conservation architecturale de l'Association des architectes siamois en 1987. 